# متلفات سوس العناكب
متلفات سوس العناكب (الاسم العلمي: Stethorus)، جنس حشرات خنفسية من فصيلة الدعسوقيات. يوجد على الأقل 20 نوًعا موصوفًا في جنس متلفات سوس العناكب.